# Flaming Bullets
Flaming Bullets è un film western del 1945 scritto e diretto da Harry L. Fraser. 
Il film, l'ultimo della serie "Texas Rangers della PRC", è interpretato da Tex Ritter, Dave O'Brien, Guy Wilkerson, Patricia Knox e I. Stanford Jolley. 

## Trama
Un gruppo di fuorilegge fa evadere i prigionieri con le taglie sulla testa, per poi sparargli durante la fuga per riscuotere la ricompensa. I Texas Rangers decidono di intervenire per fermarli, e Dave decide di fare da esca e fingersi un ricercato per stanare i cattivi.

## Distribuzione
Il film è stato distribuito il 15 ottobre 1945.